# 徳川義直

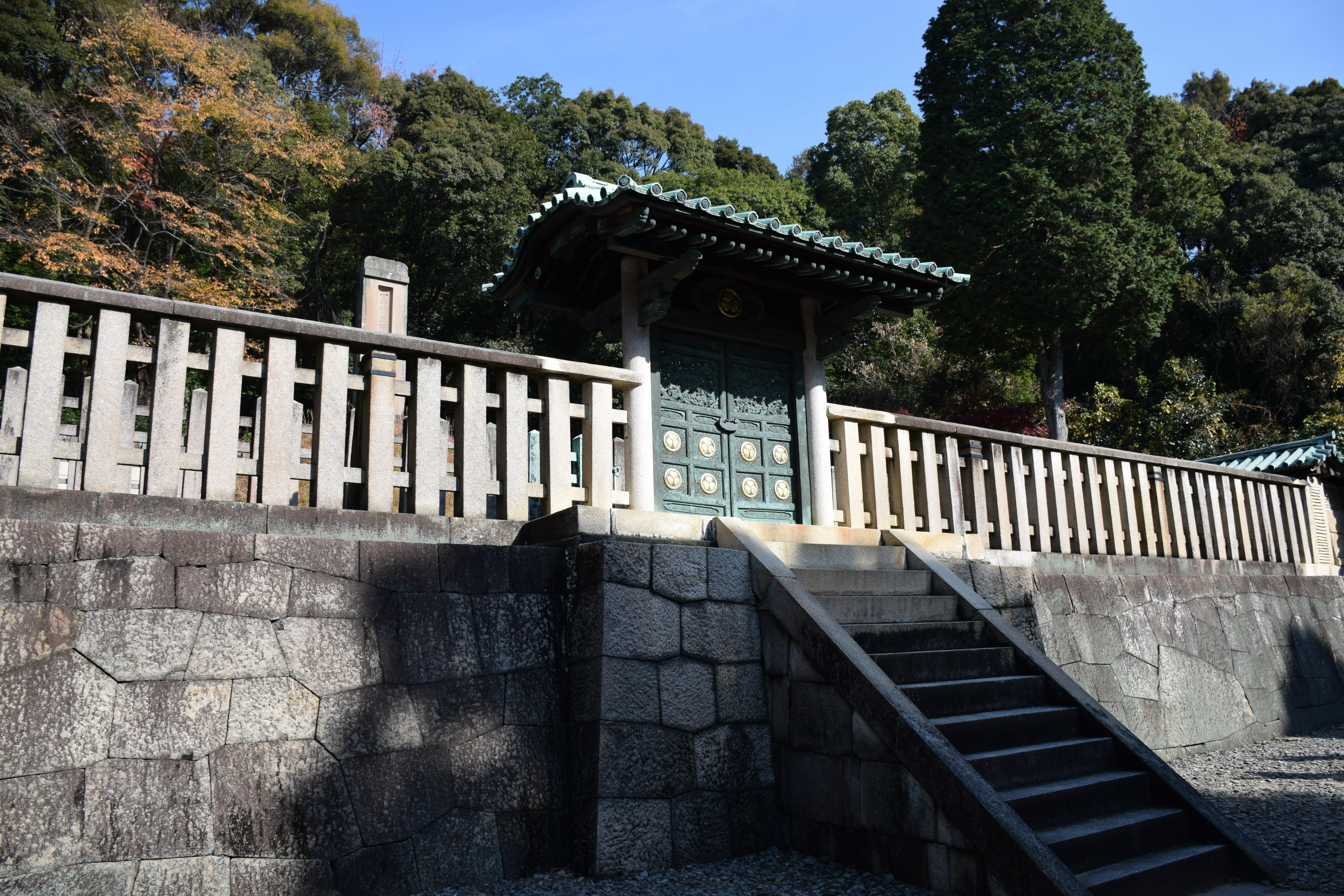
定光寺の源敬公廟

徳川 義直（とくがわ よしなお）は、尾張国名古屋藩の初代藩主。御三家のひとつ、尾張徳川家の祖。諱は、はじめ義知・義利と名乗った後、元和7年（1621年）に義直に改名している。字は子敬。極位極官は従二位・権大納言。
柳生利厳より剣術を学び、新陰流第四世を継承した。

## 生涯

### 出生
慶長5年（1600年）11月28日、徳川家康の九男として大坂で産まれる。母は志水宗清の娘・於亀（相応院）。童名は五郎太丸。

### 甲府藩
慶長8年（1603年）1月28日、4歳のとき、甲斐国において25万石（24万石とも）を拝領する（甲府藩）。甲府城城代・平岩親吉は、このとき傅役を命じられた。五郎太丸自身は甲斐に入国せず、家康や生母・於亀とともに駿府城に居住した。親吉は、近臣の佐枝種長らを五郎太丸に近侍させている。実際の領国経営は、親吉と甲斐国奉行・大久保長安によって行われた。
慶長9年（1604年）1月、正五位下に叙せられる。同11年（1606年）8月11日、7歳で元服し、従四位下右兵衛督に叙任され、徳川右兵衛督義利と称する。

### 尾張徳川家の創始
慶長12年（1607年）閏4月26日、兄・松平忠吉の遺領を継いで、甲斐国から尾張国清洲城47万2344石に転封する（清洲藩）。このとき、平岩親吉も尾張国犬山城城主12万3000石となり、後見役を続けることになった。
慶長15年（1610年）2月、家康は、甲斐国・信濃国および東海道の要として重要な名古屋に、天下普請として名古屋城を築き清洲から移した。義直自身は家康死後の元和2年（1616年）に尾張へ入国する。
慶長16年（1611年）3月20日、従三位・参議・右近衛権中将（もしくは左近衛権中将）を兼ねる（『公卿補任』では、従四位下・左中将如元とある。ただし、慶長17年（1612年）には前参議となっている）。このとき、義直と改名した。
慶長17年（1612年）、尾張国、美濃国のうち4郡を合わせて、48万1587石となる。
慶長19年（1614年）、大坂冬の陣で初陣し、天王寺付近に布陣した。
元和元年（1615年）4月、浅野幸長の娘・春姫を正室に迎える。同年8月、家康が名古屋に滞在した際、信濃国、美濃国のうちで領地を与えられる。
翌年の大坂夏の陣では後詰として布陣した（天王寺・岡山の戦い）。
元和3年（1617年）7月19日、従三位（『公卿補任』）権中納言に叙任される。翌20日、権中納言を辞退。同5年（1619年）5月、尾張国、信濃国、美濃国、三河国、近江国、摂津国のうちで61万9500石となる。
寛永元年（1624年）11月26日、将軍・家光の病状が重いと聞き（あるいは臨終の噂）、江戸に向かった。義直が小田原に着いた頃、家光の病が癒えたと聞き、そのまま江戸屋敷に入った。家光は酒井忠勝を派遣し、命令を待たずに勝手に東上したことについてけん責した。
寛永3年（1626年）8月19日、従二位権大納言となる。同年9月、後水尾天皇が二条城に行幸した際、家光とともに歌会に出て、一首を詠じた。
我君と齢並ふる吳竹の葉かへぬ色は千代もかはらし
同8年（1631年）7月、兄・秀忠が病を得たと聞き、尾張を出発し、大磯まで至る。秀忠は書状を送り、義直を労りつつ、国に帰らせた。
慶安3年（1650年）5月6日、江戸で死去した。享年51。墓は応夢山定光寺（現・愛知県瀬戸市定光寺町）にある。諡号は源敬公（二品前亜相尾陽侯源敬公）。
義直が死去した日に、側近の寺尾直次や近習の土屋善之丞らが殉死した（『正事記』）。
長男の光義が光友に改名して跡を継いだ。

## 人物・藩政
長じてからは藩政を自ら行ない、灌漑用水の整備、新田開発などを積極的に行なって米の増産に努めた。そのほかにも検地による税制改革などで年貢収納を確立した。
領内では儒教を奨励し、孔子堂の建立や城内の名古屋東照宮の建築を進めた。また、家康の形見分けで受け継いだ「駿河御譲本」に自身で収集した書誌を合わせ蓬左文庫を創設し、「決して門外不出にすべからず」と現在の図書館の走りとなる文庫とした。歴史書『類聚日本紀』も著している。
武術も好み、柳生利厳から新陰流兵法の相伝を受けている。義直は朝宮御殿を拠点に、よく春日井原へ鷹狩りに行ったという。また、いつ襲われても対処できるようにするためか、寝る際には寝返りを打つごとに脇差の位置を常に手元に置き、さらに目を開けながら絶えず手足をばたばたと動かして寝ていたとも伝えられている。

### 『神祇宝典』
日本各地の主要な神社を国郡別に列挙し、その祭神を、六国史ほか諸文献によって考証した『神祇宝典』を編さんした。正保3年（1646年）、成立。

## 家臣
附家老・成瀬正虎は初代・成瀬正成の長男、同じく附家老・竹腰正信は義直の異父兄である。

## 父・家康との逸話
慶長16年（1611年）9月18日、駿府城内で感冒にかかった時、侍医たちが集結して服薬評議を行った際に、家康は他の処方にこだわる医師の意見を退けて漢方薬の紫雪を服用させている。侍医の片山宗哲に調合させたものだったが、熱気が鎮まり快癒した。11月15日頃、家康が於亀と側室の阿茶局に出した消息は疱瘡を患った義直の症状が軽かったことを祝ったもので、わずかな字数のなかに「めでたく」とか「嬉しい」という言葉が頻出している。「めでたく」の言葉は本文で三度使われ、返し書きでも一度使われていることから家康自身もよほど嬉しかったといえる。

## 東浜御殿
徳川義直は東海道を往来する大名らを招待し供応するため、寛永元年（1624年）熱田の神戸（ごうど）の浜を埋め立てて出島を造り、そこに東浜御殿を造営した。「厚覧草」によれば寛永11年（1634年）には、第3代将軍徳川家光が上洛の際に止宿した。その敷地は1万平方メートル以上、海上城郭の様相を誇っていたとされ、御殿は名古屋城本丸御殿に匹敵する壮麗な仕様であったと考えられている。鯱をいただいた小天守閣のような西側の高楼は、桑名城の天守閣に対抗して建造されたものという。これを桑名楼と呼び、東側の楼閣を寝覚（ねざめ）楼といった。

## 官職および位階等の履歴
- 慶長8年（1603年）、甲斐甲府藩主25万石知行。
- 慶長9年（1604年）1月5日、正五位下。
- 慶長11年（1606年）8月11日、元服。義利を名乗る。従四位下右兵衛督。
- 慶長12年（1607年）閏4月26日、尾張清洲藩主53万石余に転封。
- 慶長15年（1610年）閏2月6日、尾張名古屋藩主53万石余に移封。
- 慶長16年（1611年）3月20日、従三位参議左近衛権中将。その後、年月不詳にて参議辞職。
- 元和3年（1617年）
  - 7月19日、権中納言。
  - 7月20日、権中納言辞任。
- 元和5年（1619年）、61万石余となる。
- 元和7年（1621年）6月18日、名を義直と改める。
- 寛永3年（1626年）8月19日、従二位、権大納言。
- 明治33年（1900年）5月4日 - 贈正二位[22]。

## 系譜
- 正室：春姫（高原院） - 浅野幸長娘
- 側室：於尉（歓喜院）
  - 長男：徳川光友
- 側室：於佐井 - 津田信益娘
  - 長女：京姫 - 広幡忠幸正室

## 登場作品
- 『柳生一族の陰謀』（東映、1978年）、演：三船敏郎
- 『徳川家康』（NHK大河ドラマ、1983年）、演：高野浩和